# Vaakevandring
Vaakevandring var ett white metalband (kristen hårdrock) från Norge som huvudsakligen var verksamt 1999 till 2007. Namnet betyder "vakna upp och vandra" på norska och är en referens till Jesu uppståndelse. Bandets senaste uppträdande var under Endtime Festival 2007 i Halmstad, Sverige

## Medlemmar
Tidigare ordinarie medlemmar
- Trond Bjørnstad – basgitarr
- Pål Dæhlen – trummor
- Solveig Maria Magerøy – sång
- Alexander Nygård – gitarr
- Morten Sigmund Magerøy – keyboard, gitarr, sång
- Ronny Hansen – sång

Livemedlemmar
- Lars Stokstad – gitarr (2007)
- Fionnghuala – sång (2007)

## Diskografi
Demo
- 1999 – Demo 98/99 [3]

Livealbum
- 2001 – Live at DP (bootleg)[4][5]

EP
- 2004 – Vaakevandring [4]